# Rhenium
Rhenium (chemická značka Re, latinsky Rhenium) je velmi vzácný, těžký a tvrdý, odolný kovový prvek s vysokým bodem tání.

## Základní fyzikálně-chemické vlastnosti
Rhenium patří společně s uhlíkem a wolframem mezi nejobtížněji tavitelné prvky. Chemicky se podobá vzácným kovům skupiny platiny, včetně svého nízkého výskytu v zemské kůře.
Ve sloučeninách se vyskytuje především v řadě mocenství od Re−1 po Re+7. Nejstálejší jsou však sloučeniny rhenia v mocenství Re−1, Re+4, Re+6 a Re+7.
Objev rhenia je datován rokem 1925 a jako jeho objevitelé jsou označováni Walter Noddack, Ida Tackeová a Otto Berg.

## Výskyt a výroba
Rhenium je prvkem, který se vyznačuje mimořádně nízkým výskytem na Zemi i ve vesmíru. V zemské kůře činí průměrný obsah rhenia pouze kolem 1–5 ng/kg. V mořské vodě je jeho koncentrace neměřitelně nízká i nejcitlivějšími analytickými technikami.[zdroj?] Předpokládá se, že ve vesmíru připadá na jeden atom rhenia kolem 1 bilionu atomů vodíku.
V přírodě se nesetkáme s minerály nebo rudami čistého rhenia. Získává se obvykle rafinací polétavých prachů, vznikajících při úpravě molybdenových koncentrátů, získávaných z původních sulfidických měděných rud. Velké zásoby rhenia jsou na ostrově Iturupu.
Vysoce čisté rhenium je připravováno termickým rozkladem rhenistanu amonného NH4ReO4.